# Toni Doblas
Antonio Baltasar Doblas Santana (Sevilla, 5 de agosto de 1980), más conocido como Toni Doblas, es un exfutbolista español. Su posición en el campo de fútbol era de portero y actualmente forma parte del cuerpo técnico del Real Betis Balompié como entrenador de porteros.

## Biografía
Toni Doblas nació en el barrio sevillano de Bellavista. Es licenciado en Periodismo y estudia para obtener la licencia de entrenador de fútbol. Es padre desde septiembre de 2008, cuando nació en Sevilla su primer hijo, Abel. A finales de octubre de 2017 volvió a ser padre pero esta vez de una niña llamada Adriana. El pasado 13 de julio de 2019 contrajo matrimonio con la madre de su hija, la abogada sevillana Sara Hidalgo.

## Trayectoria como jugador

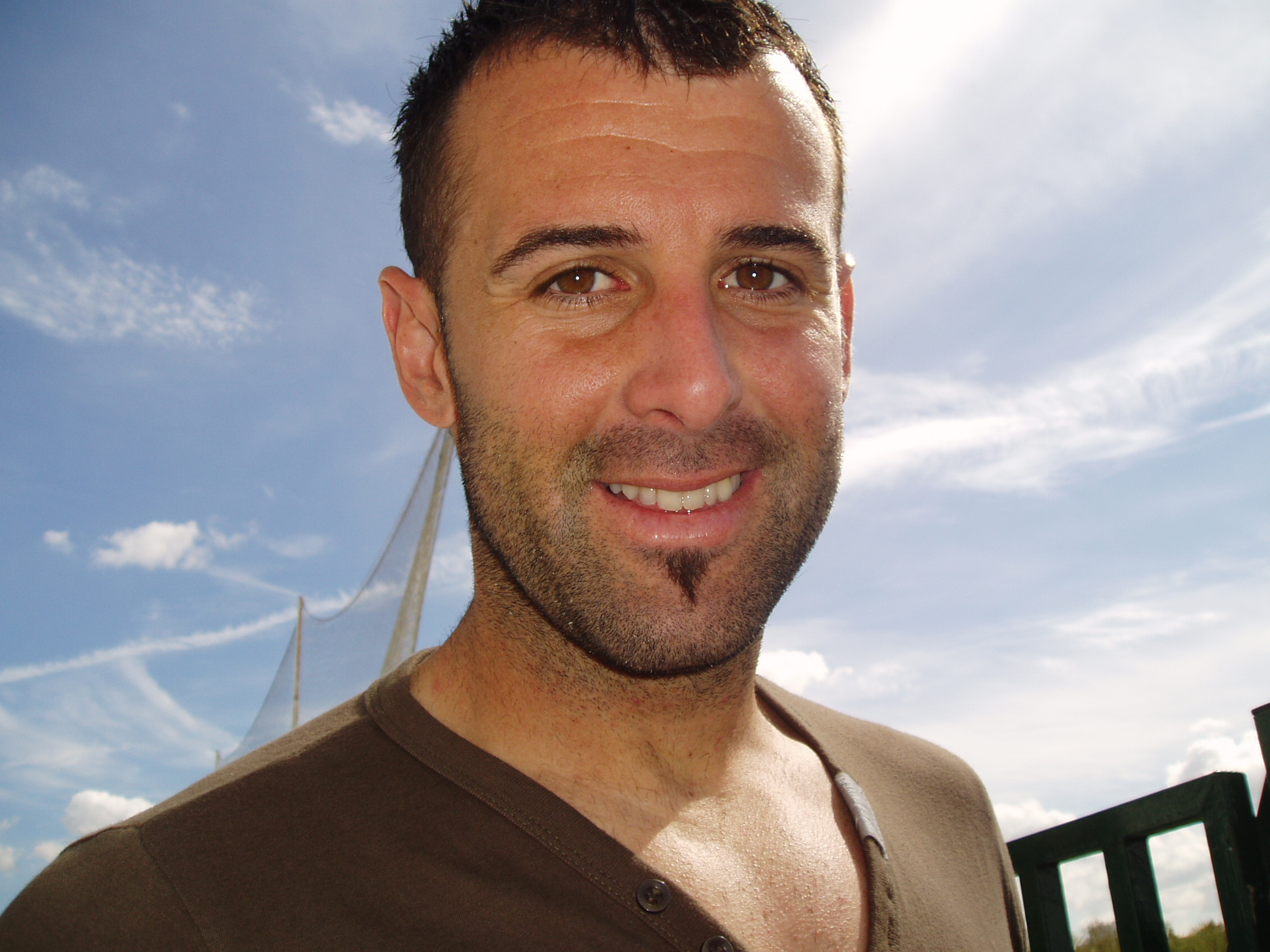
Toni Doblas en 2008.

Se formó en la cantera del Betis, donde consiguió la copa del rey de juveniles de 1999, junto a Joaquín, Arzu y Dani . Debutó con el equipo filial del club verdiblanco en la temporada 1999/2000 de la Segunda División B. En 2003 fue cedido a préstamo al Xerez, donde disputó la temporada 2003/04 de la Segunda División.
Jugó su primer partido con el Betis en la temporada 2004-2005, después de que Toni Prats se lesionara ante el Real Madrid. Doblas era el tercer portero del equipo, pero supo aprovechar su oportunidad al lesionarse Prats y Contreras. Después de su debut ante el Getafe, jugó 35 partidos seguidos, siendo la gran sorpresa de la Liga y llevando al Betis a la final de Copa del Rey 2004-05 al detener dos penaltis frente al Athletic Club. El equipo bético ganó la copa frente a Osasuna, 28 años después de su último título. El Betis consiguió el pase a la previa de la Champions League y Toni Doblas les dio el pase a la fase de grupos al parar otro penalti ante el Mónaco. En la temporada 2007-08 se lesionó de gravedad durante un amistoso en Alcalá de Guadaíra, y por ese motivo el club no le ofreció la renovación.
La temporada 2008-09 jugó en el Real Zaragoza de la Segunda División, club con el que se comprometió por una única temporada. Durante su temporada en el Real Zaragoza fue suplente hasta mitad de temporada, cuando el entrenador Marcelino García Toral decidió darle una oportunidad. Sin embargo al final de la temporada el club realizó al jugador una oferta que no le convence. Por ello no renovó con el Zaragoza.
En noviembre de 2009 el jugador sevillano fichó por la Huesca tras pasar los últimos meses en paro, entrenando con el Cerro del Águila. El 5 de diciembre de 2009 debuta con el Huesca en El Alcoraz, partido que gana contra el Rayo Vallecano.
El día 9 de julio de 2010, Toni Doblas se convirtió oficialmente en nuevo jugador del Real Zaragoza, donde ya jugó dos años atrás. El club, ahora en Primera División, cerró su fichaje después de que el jugador recibiera la carta de libertad de su anterior equipo, el Huesca, y fue presentado el día 12 de julio de 2010 en la Romareda.
Jugó cedido en el Xerez de la Segunda División española en la temporada 2011-12.
En el verano del 2012 comenzó la pretemporada con el Real Zaragoza.
En enero de 2013 el guardameta rescindió su contrato con el Real Zaragoza (tenía vigencia hasta 2014) al no contar con oportunidades en la presente campaña, no disputando partido alguno en competición oficial. Su destino sería el Khazar Lankaran azerí en el que estuvo muy poco tiempo.
Doblas se quedó sin equipo hasta el 27 de febrero de 2014, cuando fichó por el Napoli de Italia, para sustituir el lesionado Rafael hasta el final de la temporada 2013-14. Jugó en dos ocasiones: el 11 de mayo de 2014, cuando reemplazó a su connacional Pepe Reina a 11 minutos del término del partido de visitante contra Sampdoria (5 a 2 para los napolitanos), y de titular en la última fecha contra el Verona (5-1 en favor del Napoli). Ese mismo año se consagró campeón de la Copa Italia, aunque sin jugar en el torneo.
El 12 de agosto de 2014 firmó por el HJK Helsinki, con el que ganó una liga y una Copa de Finlandia.
El 19 de marzo de 2015 ficha por el U. E. Cornellà.
El 26 de febrero del 2016 se hizo oficial su fichajepor el C.D. Toledo, al que llegó libre tras finalizar la temporada de la Superliga de India con el Delhi Dynamos FC.
En el mercado de invierno de la temporada 2016-17, tras militar en la última temporada en Toledo y Delhi Dynamos, se compromete para el resto de la campaña con el Extremadura UD.
Su último equipo antes de la retirada sería el Ceres-Negros FC de la Philippines Football League de Filipinas.

## Trayectoria como entrenador
El 12 de julio de 2019, a punto de cumplir los 39 años anunciaría su retirada como jugador profesional en activo.
Tras colgar las botas, sería entrenador de la cantera del Real Betis Balompié.
El 22 de junio de 2020, se convierte en parte del cuerpo técnico de Alexis Trujillo en el Real Betis Balompié para ser entrenador de porteros, tras el cese de Rubi y su cuerpo técnico.
En la temporada 2020-21 se incorpora al staff técnico de Manuel Pellegrini como entrenador de porteros. Continuando con su trabajo en el primer equipo Real Betis Balompié. 
A día de hoy, sigue en ese mismo puesto de importancia con porteros del nivel de Claudio Bravo, Joel Robles, Dani Martin o el recién fichado Rui Silva.

## Estadísticas
| Club                        | País       | Categoría                         | Temporada | Partidos | Goles encajados |
| --------------------------- | ---------- | --------------------------------- | --------- | -------- | --------------- |
| Real Betis Balompié "B"     | España     | Segunda División B                | 1999/00   | 30       | 42              |
| Real Betis Balompié "B"     | España     | Tercera División                  | 2000/01   | S/D      | S/D             |
| Real Betis Balompié "B"     | España     | Segunda División B                | 2001/02   | 34       | 32              |
| Real Betis Balompié "B"     | España     | Segunda División B                | 2002/03   | 35       | 37              |
| Xerez Club Deportivo        | España     | Segunda División                  | 2003/04   | 4        | 4               |
| Real Betis Balompié         | España     | Primera División                  | 2004/05   | 29       | 35              |
| Real Betis Balompié         | España     | Primera División                  | 2005/06   | 24       | 37              |
| Real Betis Balompié         | España     | Primera División                  | 2006/07   | 22       | 23              |
| Real Betis Balompié         | España     | Primera División                  | 2007/08   | 1        | 1               |
| Real Zaragoza               | España     | Segunda División                  | 2008/09   | 14       | 9               |
| SD Huesca                   | España     | Segunda División                  | 2009/10   | 29       | 27              |
| Real Zaragoza               | España     | Primera División                  | 2010/11   | 18       | 21              |
| Xerez Club Deportivo        | España     | Segunda División                  | 2011/12   | 36       | 52              |
| Real Zaragoza               | España     | Primera División                  | 2012      | 0        | 0               |
| FK Khazar Lankaran          | Azerbaiyán | Liga Premier de Azerbaiyán        | 2013      | 7        | 10              |
| SSC Napoli                  | Italia     | Serie A                           | 2013/14   | 2        | 2               |
| HJK Helsinki                | Finlandia  | Veikkausliiga                     | 2014      | 14       | 19              |
| U. E. Cornellà              | España     | Segunda División B                | 2015      | 9        | 10              |
| Delhi Dynamos FC            | India      | Superliga de India                | 2015/16   |          |                 |
| C.D. Toledo                 | España     | Segunda División B                | 2016      |          |                 |
| Delhi Dynamos FC            | India      | Superliga de India                | 2016/17   | 24       | 25              |
| Extremadura Unión Deportiva | España     | Segunda División B                | 2017      | 18       | 11              |
| San Fernando CD             | España     | Segunda División B                | 2017/18   |          |                 |
| Ceres-Negros FC             | Filipinas  | United Football League Division 2 | 2018/19   |          |                 |

## Palmarés

### Campeonatos nacionales
| Título                      | Club                | País      | Año     |
| --------------------------- | ------------------- | --------- | ------- |
| Copa del Rey                | Real Betis Balompié | España    | 2004-05 |
| Copa Italia                 | SSC Napoli          | Italia    | 2013-14 |
| Veikkausliiga               | HJK Helsinki        | Finlandia | 2014    |
| Copa de Finlandia           | HJK Helsinki        | Finlandia | 2014    |
| Philippines Football League | Ceres-Negros FC     | Filipinas | 2018    |